# إس دبليو إف
إس دبليوم إف (بالإنجليزية: SWF)‏ هو نسق ملفات خاص ببرنامج فلاش وهو تابع لشركة أدوبي - ماكروميديا سابقا، برنامج أدوبي فلاش يستخدم لعمل العروض الفلاشية وملفات الفلاش.
صيغة إس دبليو إف هي الصيغة النهائية القابلة للنشر عبر الشابكة (الإنترنت) والتي لايمكن تحريرها، بينما صيغة.fla تستخدم للتحرير في برنامج فلاش.
إس دبليوم إف هي اختصار لجملة Shockwave Flash.

## وصلات خارجية
- للحصول على آخر مشغل فلاش.